# Decoroso Rosales
Decoroso Ras Rosales (* 20. Dezember 1907 in Calbago, Calbayog, Provinz Samar; † 1987) war ein philippinischer Politiker, der unter anderem von 1945 bis 1946 Mitglied des Repräsentantenhauses des Commonwealth der Philippinen, zwischen 1950 und 1955 Gouverneur der Provinz Samar sowie von 1955 bis 1961 Mitglied des Senats war.

## Leben

### Studium, Rechtsanwalt und Abgeordneter
Decoroso Ras Rosales, Sohn von Basilio Rosales und Aqueda Ras, ist der jüngere Bruder von Julio Rosales y Ras, der zwischen 1946 und 1949 Bischof von Tagbilaran sowie anschließend von 1949 bis 1982 Erzbischof von Cebu war. Er selbst absolvierte zunächst ein grundständiges Studium an der Universität der Philippinen, das er mit einem Associate of Arts (A.A.) beendete. Ein darauf folgendes postgraduales Studium der Rechtswissenschaften an der Universität der Philippinen schloss er mit einem Bachelor of Laws (LL.B.) ab und nahm nach seiner anwaltlichen Zulassung am 4. Februar 1933 eine Tätigkeit als Rechtsanwalt auf.
Seine politische Laufbahn begann Rosales, als er bei den Wahlen vom 11. November 1941 als Gegenkandidat des ehemaligen Abgeordneten und damaligen Ministers für öffentliche Arbeiten José Avelino. Er wurde im ersten Wahlbezirk der Provinz Samar (Samar 1st District) zum Mitglied des Repräsentantenhauses des Commonwealth der Philippinen. Dieses Amt konnte er formell jedoch nicht mehr antreten, da es am 7. Dezember 1941 zum Angriff auf Pearl Harbor kam, der zum Eintritt der Vereinigten Staaten in den Zweiten Weltkrieg führte. Im Verlauf der Schlacht um die Philippinen (8. Dezember 1941 bis 9. Mai 1942) und der darauf folgenden Besetzung durch die Kaiserlich Japanische Armee engagierte er sich in der anti-japanischen Widerstandsbewegung in Cebu, wo er Beauftragter für zivile Angelegenheiten war. Nach der Rückeroberung der Philippinen ab dem 20. Oktober 1944 durch die United States Army im Rahmen des Pazifikkrieges konnte er 1945 sein Parlamentsmandat antreten und war bis zur Wahl am 23. April 1946 Mitglied des Repräsentantenhauses.

### Gouverneur von Samar und Senator
1947 kandidierte Decoroso Rosales für das Amt des Gouverneurs der Provinz Samar, unterlag allerdings dem amtierenden Gouverneur Baltazar Avelino, Sohn seines politischen Gegners Jose Avelino. Einer der Gründe für seine Niederlage war die Anhängerschaft Avelinos für den liberalen Präsidenten Manuel Roxas, während Rosales dem ehemaligen Präsidenten und erfolglosen Präsidentschaftskandidaten der Nacionalista Party bei der Wahl von 1946, Sergio Osmeña, nahe stand. Vor den Gouverneurswahlen 1950 wurde er wegen angeblicher Verleumdung verhaftet, was bei seiner Mutter einen tödlichen Herzinfarkt auslöste. Er wurde als Nachfolger von Baltazar Avelino 1950 zum Gouverneur der Provinz Samar gewählt und bekleidete dieses Amt bis 1955, woraufhin Fernando Veloso seine Nachfolge antrat. Zugleich wurde er 1953 Vorsitzender der Liga der Gouverneur und Bürgermeister (League of Governors and the City Mayors).
Rosales bewarb sich als Kandidat der Nacionalista Party bei den Senatswahlen vom 8. November 1955 für einen der acht zu vergebenden Sitze im Senat. Er wurde mit 1.600.255 Stimmen (31,7 Prozent) und erhielt damit das achtbeste Ergebnis unter 21 Kandidaten, wodurch er Mitglied des Senats wurde. Während seiner Senatszugehörigkeit befasste er sich auch weiterhin Provinz- und Kommunalpolitik und war Mitglied verschiedener Senatsausschuss wie zum Beispiel des Ausschusses für Provinz-, Kommunal- und Stadtverwaltungen (Committe on Provincial and Municipal Government and Chartered Cities). Als Senator Claro M. Recto den Entwurf für das Rizal-Gesetz (Rizal Bill) ein, das vorschlug, die von José Rizal verfassten Werke Noli Me Tangere und El Filibusterismo zu Pflichtlektüren an allen Universitäten und Colleges einzuführen. Der Gesetzentwurf stieß im Senat auf Opposition von ihm, Senator Francisco Soc Rodrigo sowie Senator Mariano Cuenco, Bruder des Erzbischofs von Jaro José Maria Cuenco. Nach deren Ansicht würde die Einführung als Pflichtlektüre die Freiheit von Gewissen und Religion gefährden. Am 12. Mai 1956 wurde der umstrittene Gesetzentwurf nach einer Stellungnahme angenommen, die von Senator José P. Laurel verfasst wurde und auf Vorschlägen der Senatoren Roseller T. Lim und Emmanuel Pelaez basierte. Danach war es für Studenten möglich, von der Lektüre der ungekürzten Ausgabe von Noli Me Tangere und El Filibusterismo aus religiösen Glaubensgründen befreit zu werden. Aufgrund des Republikgesetzes Nr. 1425 wurde das Rizal-Gesetz schließlich am 26. August 1956 unterzeichnet und trat daraufhin in Kraft. Bei den Senatswahlen am 14. November 1961 bewarb er sich für eine Wiederwahl. Er erreichte allerdings mit 1.863.560 Wählerstimmen (27,7 Prozent) lediglich den 14. Platz unter 22 Kandidaten und verpasste somit den Wiedereinzug in den Senat, für den acht der 24 Sitze gewählt wurden.
Im Anschluss war Decoroso Rosales wieder als Rechtsanwalt tätig und war einer der Delegierten der am 10. November 1970 gewählten und am 1. Juni 1971 konstituierten Verfassungsgebenden Versammlung (Philippine Constitutional Convention of 1971). Die Versammlung war geprägt von Kontroversen, darunter Bemühungen, die Amtszeit des amtierenden Präsidenten Ferdinand Marcos einzuhalten, und einem Bestechungsskandal, in dem 14 Personen, darunter First Lady Imelda Marcos, beschuldigt wurden, Delegierte zu Gunsten der Marcos-Regierung bestochen zu haben. Nach der Verhängung des Kriegsrechts am 21. September 1972 durch Präsident Marcos wurde die Arbeit der Versammlung eingestellt. Nach der EDSA-Revolution, die zum Sturz von Präsident Marcos führte, wurde er von der neuen Präsidentin Corazon Aquino zum Mitglied der 1986 Constitutional Commission ernannt, die den Entwurf für die Verfassung der Philippinen erarbeitete, die im Februar 1987 in Kraft trat. In dieser Verfassungskommission war er insbesondere Vorsitzender des Ausschusses für Präambel, Staatsgebiet und Erklärung der Grundsätze (Committee on Preamble, National Territory and Declaration of Principles). Bei der Abschlussabstimmung zur Verfassung war er bereits so schwer erkrankt, dass er am 14. Oktober 1986 dem Verfassungsentwurf mit seinem Daumenabdruck zustimmte, wodurch die Verfassung mit 44 zu zwei Stimmen durch die Verfassungskommission angenommen wurde.
Aus seiner Ehe mit Rosita Sepulveda gingen zwei Kinder hervor.